# BGO上方笑演芸大賞
BGO上方笑演芸大賞（BGOかみがたしょうえんげいたいしょう）は、2006年から2010年まで毎年春に行われていた、バッファロー吾郎が主催するお笑いの賞レース。別名は「バッファロー吾郎のおもしろ大賞」。

## 概要
- 本賞は芸人が認める芸人に贈られる賞で、バッファロー吾郎を中心とした実行委員会により、政治や力関係・ネームバリュー等は一切排除した形で選考が行われている。
- とされているが、あくまでバッファロー吾郎の目の届く範囲での選考であり、彼らが敬愛する芸人に対し感謝や恩返しの意を込めて開催されている。実際に吉本所属芸人及び吉本関係者以外の受賞は、現時点で第5回のスチャダラパーを除き一切ない。
- 受賞者には基本的に賞金・副賞等は贈呈されないが、芸人としての名誉とトロフィーもしくは盾が与えられる。また、受賞歴として公的なプロフィール等の資料にも掲載可能であるが、上記の理由から吉本の社内イベントに過ぎないとして、プロフィールなど資料への記載に対して懐疑的な声もある。
- BGOとは B=バッファロー G=吾郎 O=おもしろ の略で、プロフィールに掲載しやすくするため、NHK/MBS/OBC等の放送局と紛れ込むように略称とされている。
- 本賞の授賞式には毎回ノミネートされた多くの芸人が正装で出演している。

## 開催履歴
- 第1回 2006年3月28日 (うめだ花月/大阪)
- 第2回 2007年3月25日 (うめだ花月/大阪)
- 第3回 2008年3月23日 (ワッハホール/大阪)
- 第4回 2009年3月24日 (京橋花月/大阪)
- 第5回 2010年4月2日 (京橋花月/大阪)

## 受賞者

### 第1回（2005年度）
- 大賞 ケンドーコバヤシ

- 審査員特別賞 ザ・プラン9
- 技能賞 ダイアン
- 新人賞 ジャルジャル

- 脚本賞 お〜い!久馬（ザ・プラン9）
- 美術賞 川島邦裕（野性爆弾）
- プロモーションビデオ賞 なだぎ武（ザ・プラン9）
- イベントタイトル賞 野性爆弾
- チキンハート賞 なかやまきんに君
- アイアンハート賞 キャプテン☆ボンバー
- ファッション賞 後藤秀樹
- 話術賞 兵動大樹（矢野・兵動）
- 住之江賞 ウーイェイよしたか（スマイル）
- 出渕賞 該当者なし
- ベストバウト賞 小籔千豊 VS 桂三若
- メディア賞 HG（レイザーラモン）
- ナチュラルボーン賞 城野克弥（野性爆弾）
- 第三セクター賞 土肥ポン太

### 第2回（2006年度）
- 大賞 ザ・プラン9

- 審査員特別賞 西田幸治（笑い飯）
- 技能賞 川畑泰史
- 新人賞 天竺鼠

- 脚本賞 小籔千豊
- 美術賞 野性爆弾
- 映像作品賞 友近
- イベントタイトル賞 中山功太
- アイアンハート賞 清水健次（フロントストーリー）
- ファッション賞 該当者なし
- 話術賞 ケンドーコバヤシ
- 住之江賞 ウーイェイよしたか（スマイル）
- 出渕賞 該当者なし
- ベストバウト賞 清水健次（フロントストーリー） VS 浅越ゴエ（ザ・プラン9）
- メディア賞 千鳥
- ナチュラルボーン賞 ウーイェイよしたか（スマイル）
- 咲くやおそすぎ賞 土肥ポン太
- 笑芸賞 村越周司
- 広告代理賞 しずちゃん（南海キャンディーズ）
- 俳優業賞 津田篤宏（ダイアン）
- ええ漫才ができました賞 千鳥
- 仕組まれた結婚賞 木村明浩（バッファロー吾郎）

### 第3回（2007年度）
- 大賞 小籔千豊

- 審査員特別賞 土肥ポン太
- 技能賞 村田秀亮（とろサーモン）
- 新人賞 モンスターエンジン

- 脚本賞 田村裕（麒麟）
- 美術賞 渕野由美
- 映像作品賞 なだぎ武（ザ・プラン9）
- イベントタイトル賞 千鳥
- アイアンハート賞 シルク
- ファッション賞 該当者なし
- 話術賞 兵動大樹（矢野・兵動）
- 住之江賞 長田融季（りあるキッズ）
- 出渕賞 木村卓寛（天津）
- ベストバウト賞 土肥ポン太 VS 中山功太
- メディア賞 ディラン&キャサリン
- ナチュラルボーン賞 宇都宮まき
- 笑芸賞 小出水直樹（シャンプーハット）
- 広告代理賞 麒麟
- 最優秀名言賞 小出水直樹（シャンプーハット）
- 俳優業賞 友近
- 最多打ち合わせ賞 中山功太
- ベストコネクション賞 小梶昌巳（シンクタンク）
- カムバック賞 浜本広晃（$10）/川畑泰史/浅越ゴエ（ザ・プラン9）
- 最優秀歌唱賞 ムーディ勝山（勝山梶）
- CAR OF THE YEAR 哲夫（笑い飯）

### 第4回（2008年度）
- 大賞 サバンナ

- 審査員特別賞 中山功太
- 技能賞 千鳥
- 新人賞 クロスバー直撃

- 脚本賞 哲夫（笑い飯）
- 美術賞 鎌鼬
- 映像作品賞 西森洋一（モンスターエンジン）
- イベントタイトル賞 天竺鼠
- アイアンハート賞 シルク
- ファッション賞 川島邦裕（野性爆弾）
- 話術賞 高橋茂雄（サバンナ）
- 住之江賞 ダイシ（キンデルダイク）
- 出渕賞 ネゴシックス
- ベストバウト賞 馬場園梓（アジアン）・友近 VS グラビアアイドル
- 咲くやおそすぎ賞 三浦マイルド
- 笑芸賞 お兄ちゃん（ビタミンS）
- 広告代理賞 友近
- 最優秀名言賞 西田幸治（笑い飯）
- 改名賞 こかじろう（シンクタンク）
- 神無月賞 バッファロー吾郎

### 第5回（2009年度）
- 大賞 千鳥

- 審査員特別賞 小籔千豊
- 技能賞 野性爆弾
- 新人賞 稲垣早希

- 脚本賞 該当者なし
- 美術賞 お〜い!久馬（ザ・プラン9）
- 映像作品賞 鰻和弘（銀シャリ）
- イベントタイトル賞 平山昌雄
- アイアンハート賞 毛利大亮（ギャロップ）
- ファッション賞 川島邦裕（野性爆弾）
- 住之江賞 田中一彦（スーパーマラドーナ）
- ベストバウト賞 なだぎ武（ザ・プラン9） VS 友近
- 笑芸賞 藤崎マーケット
- 広告代理賞 ひかる西田
- 最優秀名言賞 千鳥
- 最優秀歌唱賞 スチャダラパー
- 改名賞 テンダラー
- ナイスボイス賞	村田秀亮（とろサーモン）
- 鳥人賞 笑い飯
- エロティシズム賞 安田善紀（りあるキッズ）
- ネットワーク賞 ガリガリガリクソン
- 最優秀グルメ賞	タンク（シンクタンク）